# Leptochiton belknapi
Leptochiton belknapi är en blötdjursart som beskrevs av Dall 1878. Leptochiton belknapi ingår i släktet Leptochiton och familjen Leptochitonidae. Inga underarter finns listade i Catalogue of Life.